# Bankgrap
De bankgrap (Engels: couch gag) is een visuele running gag uit de animatieserie The Simpsons.
De bankgrap is een onderdeel van het introfilmpje van de serie. De grap draait om de bank in de woonkamer van de familie Simpson. Op het eind van het openingsfilmpje komen de Simpsons hun huiskamer binnenrennen, en vestigen zich op de bank waarbij er altijd iets gebeurt. Naarmate de serie vordert zijn de bankgrappen steeds absurder geworden.
De bankgrap is inmiddels een van de meest herkenbare onderdelen van de Simpsons geworden. De meeste van deze grappen duren maar een paar seconden, maar er bestaan ook extra lange versies van meer dan een minuut, zoals de evolutie van Homer uit het achttiende seizoen.
Hieronder volgt een overzicht van de bankgrappen per aflevering.

## Seizoen 1
| Nr. | Uitzenddatum      | Grap | Code |
| --- | ----------------- | --- | ---- |
| 1   | 17 december, 1989 | geen grap (kerstmis, pilotaflevering)                                                                        | 7G08 |
| 2   | 14 januari, 1990  | De familie zit op de bank, maar de bank is te smal. Daardoor wordt Bart eruit geperst en vliegt de lucht in. | 7G02 |
| 3   | 21 januari, 1990  | De bank bezwijkt onder het gewicht van de familie en valt uit elkaar.                                        | 7G03 |
| 4   | 28 januari, 1990  | Gelijk aan 7G02, maar nu wordt Homer eruit geperst.                                                          | 7G04 |
| 5   | 4 februari, 1990  | geen grap (verkorte opening)                                                                                 | 7G05 |
| 6   | 11 februari, 1990 | Gelijk aan 7G02, maar nu wordt Maggie eruit geperst. Zij wordt opgevangen door Marge.                        | 7G06 |
| 7   | 18 februari, 1990 | Er gebeurt niets (dit was bedoeld als de eerste bankgrap).                                                   | 7G09 |
| 8   | 25 februari, 1990 | herhaling van 7G02’s grap                                                                                    | 7G07 |
| 9   | 18 maart, 1990    | geen grap (verkorte opening)                                                                                 | 7G11 |
| 10  | 25 maart, 1990    | herhaling van 7G03’s grap                                                                                    | 7G10 |
| 11  | 15 april, 1990    | herhaling van 7G04’s grap                                                                                    | 7G13 |
| 12  | 29 april, 1990    | herhaling van 7G06’s grap                                                                                    | 7G12 |
| 13  | 13 mei, 1990      | herhaling van 7G09’s grap                                                                                    | 7G01 |

## Seizoen 2
| Nr. | Uitzenddatum      | Grap | Code |
| --- | ----------------- | --- | ---- |
| 15  | 18 oktober, 1990  | De familie voert voor de bank een dansje op (met bewegingen uit Walking like an Egyptian) en landt op de bank met hun armen gespreid. | 7F02 |
| 16  | 25 oktober, 1990  | geen grap (Halloween aflevering) | 7F04 |
| 17  | 1 november, 1990  | De familie gaat zitten, waarna de bank zich ontvouwt tot een uitklapbed.                                                              | 7F01 |
| 18  | 8 november, 1990  | De familie, behalve Maggie, gaat zitten. Daarna steekt Maggie haar hoofd uit Marge’s haar.                                            | 7F05 |
| 19  | 15 november, 1990 | Santa's Little Helper en Snowball II zitten ook op de bank.                                                                           | 7F08 |
| 20  | 22 november, 1990 | De bank blijkt te zijn bezet door Abraham Simpson, waardoor de familie niet kan gaan zitten.                                          | 7F07 |
| 21  | 6 december, 1990  | Door Homers gewicht kantelt de bank en wordt de familie gelanceerd.                                                                   | 7F06 |
| 22  | 20 december, 1990 | De bank blijkt te zijn verdwenen, en de familie kijkt verbaasd om zich heen.                                                          | 7F09 |
| 23  | 10 januari, 1991  | Homer duwt de anderen een voor een van de bank tot hij de bank voor zichzelf heeft.                                                   | 7F10 |
| 24  | 24 januari, 1991  | De bank valt achterover, waarna Maggie achter de bank opduikt.                                                                        | 7F11 |
| 25  | 31 januari, 1991  | herhaling van 7F03’s grap | 7F12 |
| 26  | 7 februari, 1991  | herhaling van 7F02’s grap | 7F13 |
| 27  | 14 februari, 1991 | herhaling van 7F01’s grap | 7F15 |
| 28  | 21 februari, 1991 | herhaling van 7F05’s grap | 7F16 |
| 29  | 7 maart, 1991     | herhaling van 7F08’s grap | 7F14 |
| 30  | 28 maart, 1991    | herhaling van 7F07’s grap | 7F17 |
| 31  | 11 april, 1991    | herhaling van 7F06’s grap | 7F18 |
| 32  | 25 april, 1991    | herhaling van 7F09’s grap | 7F19 |
| 33  | 2 mei, 1991       | herhaling van 7F10’s grap | 7F20 |
| 34  | 9 mei, 1991       | herhaling van 7F11’s grap | 7F21 |
| 35  | 11 juli, 1991     | herhaling van 7F03’s grap | 7F22 |

## Seizoen 3
| Nr. | Uitzenddatum       | Grap | Code |
| --- | ------------------ | --- | ---- |
| 36  | 19 september, 1991 | De bank valt nadat de familie is gaan zitten achterover, en crasht daarbij door de muur.                                                                         | 7F24 |
| 37  | 26 september, 1991 | Nadat de familie is gaan zitten, blijkt Homer bovenop Santa's Little Helper te zitten.                                                                           | 8F01 |
| 38  | 3 oktober, 1991    | herhaling van 7F02’s grap | 7F23 |
| 39  | 10 oktober, 1991   | De familie vormt een menselijke piramide met Maggie bovenop. | 8F03 |
| 40  | 17 oktober, 1991   | Er zit een alien op de bank die zodra hij de Simpsons aan hoort komen snel door een luik in de grond verdwijnt.                                                  | 8F04 |
| 41  | 24 oktober, 1991   | De familie, behalve Bart, gaat zitten. Daarna duikt Bart op de bank en landt languit op de schoot van de andere Simpsons.                                        | 8F05 |
| 42  | 31 oktober, 1991   | geen grap (Halloween aflevering) | 8F02 |
| 43  | 7 november, 1991   | Homer arriveert eerst en gaat languit op de bank liggen. Daarna arriveren de anderen, en gaan bovenop hem zitten.                                                | 8F06 |
| 44  | 14 november, 1991  | De bank heeft dit keer geen kussen, waardoor de familie bij het zitten wegzakt in de holle bank.                                                                 | 8F07 |
| 45  | 21 november, 1991  | Twee inbrekers zijn bezig de bank te stelen wanneer de familie binnen komt en op de bank gaat zitten. De inbrekers gooien hen van de bank en dragen de bank weg. | 8F08 |
| 46  | 5 december, 1991   | De bank blijkt al te zijn bezet door Santa's Little Helper, die boos blaft wanneer de Simpsons te dichtbij komen.                                                | 8F09 |
| 47  | 26 december, 1991  | De familie arriveert op wielen in de woonkamer. | 8F10 |
| 48  | 9 januari, 1992    | De familie gaat zitten, en wordt vervolgens op de bank door elkaar geschud waardoor ze in een andere volgorde komen te zitten.                                   | 8F11 |
| 49  | 23 januari, 1992   | herhaling van 8F01’s grap | 8F12 |
| 50  | 6 februari, 1992   | herhaling van 8F03’s grap | 8F14 |
| 51  | 13 februari, 1992  | herhaling van 8F04’s grap | 8F16 |
| 52  | 20 februari, 1992  | Wanneer de familie naar de bank rent, botsen ze tegen elkaar en vallen op de grond. Alleen Maggie bereikt de bank.                                               | 8F13 |
| 53  | 27 februari, 1992  | herhaling van 8F05’s grap | 8F15 |
| 54  | 12 maart, 1992     | herhaling van 8F06’s grap | 8F17 |
| 55  | 26 maart, 1992     | herhaling van 8F07’s grap | 8F19 |
| 56  | 9 april, 1992      | herhaling van 8F08’s grap | 8F20 |
| 57  | 23 april, 1992     | herhaling van 8F09’s grap | 8F21 |
| 58  | 7 mei, 1992        | herhaling van 7F24’s grap | 8F22 |
| 59  | 27 augustus, 1992  | herhaling van 8F10’s grap | 8F23 |

## Seizoen 4
| Nr. | Uitzenddatum       | Grap | Code |
| --- | ------------------ | --- | ---- |
| 60  | 24 september, 1992 | De bank blijkt al te zijn bezet door Fred, Wilma, en Pebbles Flintstone. Fred zwaait naar Homer. | 8F24 |
| 61  | 1 oktober, 1992    | Nadat de familie is gaan zitten verandert de bank in een monster dat de familie opeet. | 8F18 |
| 62  | 8 oktober, 1992    | Nadat de familie is gaan zitten, blijkt de bank op een draaischijf te staan. De bank draait door de muur een geheime kamer in, en een lege bank verschijnt in zijn plaats.                                                            | 9F01 |
| 63  | 15 oktober, 1992   | Maggie zit al op de bank. De rest van de familie rent langs de bank het frame van de film uit, en belandt zo in een witte lege ruimte.                                                                                                | 9F02 |
| 64  | 29 oktober, 1992   | De familie bestaat enkel uit skeletten (Halloweenaflevering) | 9F04 |
| 65  | 3 november, 1992   | Nadat de familie is gaan zitten, loopt de bank leeg als een ballon. | 9F03 |
| 66  | 5 november, 1992   | De familie gaat zitten, maar hun hoofden zitten op de verkeerde lichamen. Na wat omwisselingen komen de hoofden op de goede plek terecht.                                                                                             | 9F05 |
| 67  | 12 november, 1992  | herhaling van 7F03’s grap | 9F06 |
| 68  | 19 november, 1992  | In plaats van een bank staat er een houten stoel. Homer en Marge gaan op de stoel zitten, met de kinderen op schoot. | 9F07 |
| 69  | 3 december, 1992   | De familie gaat niet zitten maar begint met een dansje. Dan gaat de muur van het huis omhoog en belanden ze al dansend in een Vegas-achtige show met olifanten, goochelaars en danseressen. (Dit was de eerste extra lange bankgrap.) | 9F08 |
| 70  | 17 december, 1992  | De familie is maar een paar centimeter groot en moet moeite doen om op de bank te springen. | 9F09 |
| 71  | 14 januari, 1993   | Nadat de familie is gaan zitten, komen er allemaal andere personages uit de serie binnen en vullen de woonkamer. | 9F10 |
| 72  | 21 januari, 1993   | De familie wordt gevangen in een net. | 9F11 |
| 73  | 4 februari, 1993   | herhaling van 9F01’s grap | 9F12 |
| 74  | 11 februari, 1993  | herhaling van 9F08’s grap | 9F13 |
| 75  | 18 februari, 1993  | herhaling van 9F02’s grap | 9F14 |
| 76  | 11 maart, 1993     | herhaling van 8F18’s grap | 9F15 |
| 77  | 1 april, 1993      | herhaling van 9F05’s grap | 9F17 |
| 78  | 15 april, 1993     | herhaling van 9F08’s grap | 9F16 |
| 79  | 29 april, 1993     | herhaling van 9F07’s grap | 9F18 |
| 80  | 6 mei, 1993        | herhaling van 9F09’s grap | 9F20 |
| 81  | 13 mei, 1993       | herhaling van 9F11’s grap | 9F19 |

## Seizoen 5
| Nr. | Uitzenddatum       | Grap | Code |
| --- | ------------------ | --- | ---- |
| 82  | 30 september, 1993 | Een trio van bankgrappen. De familie botst tegen elkaar en valt in stukjes uiteen. Een stem zegt "Couch gag, take two." De familie gaat zitten, en fuseert tot een vijfkoppige meerkleurige blob. De stem zegt "Couch gag, take three." De familie rent naar binnen, botst tegen elkaar, en ontploft. | 9F21 |
| 83  | 7 oktober, 1993    | herhaling van 9F08’s grap | 9F22 |
| 84  | 14 oktober, 1993   | De familie gaat zitten, waarna zij en de bank worden geplet door een enorme voet gelijk aan de opening van Monty Python's Flying Circus. | 1F02 |
| 85  | 21 oktober, 1993   | De familie kan niet gaan zitten, want er zit al een andere familie Simpson op de bank. | 1F01 |
| 86  | 28 oktober, 1993   | Een zombiefamilie komt door de grond omhoog en gaat op de bank zitten (Halloween aflevering) | 1F04 |
| 87  | 5 november, 1993   | De familie rent naar binnen en loopt gewoon door de muur heen aangezien de muur en het meubilair platte decorstukken blijken te zijn. | 1F03 |
| 88  | 11 november, 1993  | De bank wordt bezet door een enorm dikke man. | 1F05 |
| 89  | 18 november, 1993  | Het is donker in de woonkamer en men ziet enkel de ogen van de familie naar binnen komen. Dan gaat het licht aan en blijken letterlijk alleen de ogen op de bank te zitten. De oogloze familieleden rennen naar binnen en stoppen hun ogen terug in hun kassen.                                       | 1F06 |
| 90  | 9 december, 1993   | Nadat de familie is gaan zitten, blijkt de bank op de set van de Late Show with David Letterman te staan. Dave zit aan zijn bureau naast de bank. | 1F07 |
| 91  | 16 december, 1993  | herhaling van de eerste van 9F21's drie grappen | 1F08 |
| 92  | 6 januari, 1994    | herhaling van de derde van 9F21’s drie grappen | 1F09 |
| 93  | 3 februari, 1994   | herhaling van de tweede of 9F21's drie grappen | 1F11 |
| 94  | 10 februari, 1994  | Homer, Marge, Bart, en Lisa zitten achter de bank en kijken over de rand. Maggie kijkt over de rand van het middelste kussen. | 1F10 |
| 95  | 17 februari, 1994  | herhaling van 1F02’s grap | 1F12 |
| 96  | 24 februari, 1994  | herhaling van 1F05’s grap | 1F13 |
| 97  | 17 maart, 1994     | Er staan twee identieke banken naast elkaar. De familieleden delen zichzelf in tweeën, waarna op elke bank de helft van een familielid gaat zitten. | 1F14 |
| 98  | 31 maart, 1994     | herhaling van 1F06’s grap | 1F15 |
| 99  | 14 april, 1994     | De familie stuitert in balvorm de kamer binnen. De meesten landen veilig op de bank, maar Bart stuitert weg; Homer trekt hem de bank op. | 1F16 |
| 100 | 28 april, 1994     | Nadat de familie is gaan zitten verschijnt het FOX-logo rechtsonder in beeld. Homer pakt het logo en smijt het op de grond, waarna de familie het vertrapt. | 1F18 |
| 101 | 5 mei, 1994        | herhaling van 1F07’s grap | 1F19 |
| 102 | 12 mei, 1994       | herhaling van de eerste van 9F21’s drie grappen | 1F21 |
| 103 | 19 mei, 1994       | herhaling van de derde van 9F21’s drie grappen | 1F20 |

## Seizoen 6
| Nr. | Uitzenddatum       | Grap | Code |
| --- | ------------------ | --- | ---- |
| 104 | 4 september, 1994  | De bank ontbreekt, maar de familie bevindt zich toch in de kamer in een zitpositie alsof ze op een onzichtbare bank zitten. Dan kruipen de stukken bank de kamer in, en vormen zich tot een geheel op de familie. | 1F22 |
| 105 | 11 september, 1994 | De vloer is gemaakt van water. De familie zwemt de woonkamer in, en klimt op de bank. | 1F17 |
| 106 | 25 september, 1994 | herhaling van 1F02’s grap | 2F33 |
| 107 | 2 oktober, 1994    | De familie wordt op de bank gestraald à la Star Trek. | 2F01 |
| 108 | 9 oktober, 1994    | geen grap (verkorte opening) | 2F02 |
| 109 | 30 oktober, 1994   | De familie zit op de bank, maar iedereen heeft de verkeerde ledematen. Ze proberen alles goed om te ruilen, maar tevergeefs (Halloweenaflevering)                                                                 | 2F03 |
| 110 | 6 november, 1994   | herhaling van 1F06’s grap | 2F04 |
| 111 | 13 november, 1994  | De bank fungeert als springkussen en zodra de familie gaat zitten, veren ze omhoog en gaan met hun hoofd door het plafond heen.                                                                                   | 2F05 |
| 112 | 27 november, 1994  | Zodra de familie aan komt rennen verplaatsen de bank en de muur zich opeens naar achteren door een schijnbaar eindeloze gang, met de familie in de achtervolging.                                                 | 2F06 |
| 113 | 4 december, 1994   | De familie komt naar binnen met grote grijnzen op hun gezicht. Ze rennen een paar maal door dezelfde woonkamer in de stijl van oude tekenfilms.                                                                   | 2F07 |
| 114 | 18 december, 1994  | herhaling van 9F08’s grap | 2F08 |
| 115 | 8 januari, 1995    | De woonkamer bevindt zich in het midden van een omgeving in M.C. Escher-achtige stijl. | 2F09 |
| 116 | 22 januari, 1995   | Een parodie op de opening van een James Bond-film. De kamer wordt gezien door de loop van een pistool. Homer komt binnen en schiet naar de camera waardoor het beeld rood wordt.                                  | 2F10 |
| 117 | 5 februari, 1995   | De scène is in zwart-wit en alles ziet eruit als een tekenfilm uit de jaren 1930. De familieleden dragen witte handschoenen gelijk aan die van Mickey Mouse.                                                      | 2F11 |
| 118 | 12 februari, 1995  | herhaling van 1F22’s grap | 2F12 |
| 119 | 19 februari, 1995  | herhaling van 1F17’s grap | 2F13 |
| 120 | 26 februari, 1995  | Vrijwel gelijk aan 2F01’s grap, maar met een visueel effect dat lijkt op dat van Quantum Leap. | 2F14 |
| 121 | 5 maart, 1995      | Maggie is de grootste, en Homer de kleinste van de familie. | 2F31 |
| 122 | 19 maart, 1995     | herhaling van 2F05’s grap | 2F15 |
| 123 | 9 april, 1995      | herhaling van 2F06’s grap | 2F18 |
| 124 | 16 april, 1995     | herhaling van 2F09’s grap | 2F19 |
| 125 | 30 april, 1995     | herhaling van 2F31’s grap | 2F32 |
| 126 | 7 mei, 1995        | herhaling van 2F10’s grap | 2F21 |
| 127 | 14 mei, 1995       | herhaling van 2F11’s grap | 2F22 |
| 128 | 21 mei, 1995       | herhaling van 2F07’s grap | 2F16 |

## Seizoen 7
| Nr. | Uitzenddatum       | Grap | Code |
| --- | ------------------ | --- | ---- |
| 129 | 17 september, 1995 | De bank verdwijnt en een lengtekaart verschijnt waarop de hoogte van de Simpsons wordt gemeten. De familie gaat in een rij staan zoals bij een politieverhoor. | 2F20 |
| 130 | 24 september, 1995 | Uit de bank komt een groot vel papier in de stijl van een fax. Op het papier staat een foto van de familie. | 2F17 |
| 131 | 1 oktober, 1995    | Het scherm splitst zich in negen afzonderlijke vlakken gelijk aan de opening van The Brady Bunch. In het middelste vlak staat de bank, en in de vlakken eromheen de Simpsons plus Abraham, Santa's Little Helper, en Snowball II. Allemaal verlaten ze hun vlak en rennen naar de bank, behalve Abraham. | 3F01 |
| 132 | 8 oktober, 1995    | De familie rijdt door de kamer in karts. Ze parkeren naast elkaar voor de bank, en toeteren tegelijk. | 3F02 |
| 133 | 15 oktober, 1995   | De familie gaat zitten maar is kleurloos. Vervolgens verschijnen er mechanische armen die hen beschilderen. | 3F03 |
| 134 | 29 oktober, 1995   | Vanuit het plafond vallen de lichamen van de familieleden omlaag, hangend aan stroppen. (Halloweenaflevering) | 3F04 |
| 135 | 5 november, 1995   | Opwindpoppen van de familie lopen de kamer in. De meeste van hen halen de bank niet. | 3F05 |
| 136 | 19 november, 1995  | De familie wordt door een machine op de bank gezet zoals de kegels op een kegelbaan. | 3F06 |
| 137 | 26 november, 1995  | De hele kamer staat onder water en de bank is gemaakt van schelpen. In plaats van de tv staat er een schatkist. De familieleden zijn zeewezens. | 3F08 |
| 138 | 3 december, 1995   | Een montage van de bankgrappen uit 8F18, 9F02, 9F10, 9F09, 8F09, 1F02, 2F31, 2F09, 2F06, 1F17, 2F11, en 9F08. | 3F31 |
| 139 | 17 december, 1995  | Nadat de familie gaat zitten ontdekt Homer een afvoerstop in de grond. Hij trekt deze los waardoor alles in de woonkamer een afvoerput wordt ingezogen. | 3F07 |
| 140 | 7 januari, 1996    | Nadat de familie is gaan zitten, richt de camera zich op een muizenhol waarin een muizenfamilie ook op een bank gaat zitten. | 3F10 |
| 141 | 14 januari, 1996   | De hoofden van Marge, Bart, Lisa en Maggie hangen als jachttrofeeën aan de muur en Homers lichaam ligt als een vloerkleed op de grond. Op de bank zit een jager. | 3F09 |
| 142 | 4 februari, 1996   | De kamer wordt verlicht door een fluorescerend zwart licht en er klinkt gitaarmuziek, totdat Homer het licht aan doet. | 3F11 |
| 143 | 11 februari, 1996  | herhaling van 2F17’s grap | 3F12 |
| 144 | 18 februari, 1996  | herhaling van 3F01’s grap | 3F13 |
| 145 | 25 februari, 1996  | herhaling van 3F02’s grap | 3F14 |
| 146 | 17 maart, 1996     | herhaling van 3F03’s grap | 3F16 |
| 147 | 24 maart, 1996     | herhaling van 3F05’s grap | 3F15 |
| 148 | 31 maart, 1996     | herhaling van 3F06’s grap | 3F17 |
| 149 | 14 april, 1996     | herhaling van 3F08’s grap | 3F18 |
| 150 | 28 april, 1996     | herhaling van 3F07’s grap | 3F19 |
| 151 | 5 mei, 1996        | herhaling van 3F09’s grap | 3F20 |
| 152 | 19 mei, 1996       | herhaling van 3F11’s grap | 3F21 |
| 153 | 19 mei, 1996       | herhaling van 2F17’s grap | 3F22 |

## Seizoen 8
| Nr. | Uitzenddatum      | Grap | Code |
| --- | ----------------- | --- | ---- |
| 154 | 27 oktober, 1996  | Magere Hein zit op de bank en doodt de familieleden zodra ze aan komen lopen. (Halloweenaflevering) | 4F02 |
| 155 | 3 november, 1996  | De familie landt aan parachutes op de bank. Alleen de parachute van Homer weigert dienst en hij valt op de grond.                                                                                                 | 3F23 |
| 156 | 10 november, 1996 | De bank staat in de woestijn. De familie zit gekleed in cowboykleding op de bank, die vervolgens als een paard de zonsondergang tegemoet rent.                                                                    | 4F03 |
| 157 | 17 november, 1996 | Doorzichtige blauwe bubbels in de vorm van de familie landen op de bank, en knappen vervolgens. | 4F05 |
| 158 | 24 november, 1996 | Deze scène is een parodie op de cover van The Beatles' album Sgt. Pepper's Lonely Hearts Club Band, waarbij een hoop personages uit de serie voor de bank staan.                                                  | 4F06 |
| 159 | 1 december, 1996  | Nadat de familie is gaan zitten blijkt Bart groen te zijn. Homer prutst wat met de knoppen van de televisie waardoor Bart rood wordt. Uiteindelijk geeft Homer Bart een dreun, en krijgt Bart zijn normale kleur. | 4F04 |
| 160 | 15 december, 1996 | De kamer staat op zijn kop en de bank hangt aan het plafond. De familie rent op het plafond naar binnen en gaat zitten, maar valt dan naar het plafond.                                                           | 4F01 |
| 161 | 29 december, 1996 | Er staat geen bank in de kamer, maar een “huur een bank” machine. Homer stopt er een muntje in, waarna er een bank uit de lucht valt en hem verplettert.                                                          | 4F07 |
| 162 | 5 januari, 1997   | herhaling van 3F23’s grap | 3F24 |
| 163 | 12 januari, 1997  | De familie vliegt met jet packs de kamer in. | 3G01 |
| 164 | 19 januari, 1997  | De familieleden komen om beurten tevoorschijn uit gaten in de bank in de stijl van een Whack-a-Mole-spel. Homer wordt geslagen door de hamer die bij het spel hoort.                                              | 4F08 |
| 165 | 2 februari, 1997  | De familie vindt Abraham al slapend op het uitklapbed van de bank. Ze klappen het bed in (met Abraham er nog in) en gaan op de bank zitten.                                                                       | 4F10 |
| 166 | 7 februari, 1997  | De woonkamer is te zien, maar er komt niemand binnen. Vervolgens gaat de camera naar buiten, waar te zien is dat de familie zich heeft buiten gesloten.                                                           | 3G03 |
| 167 | 9 februari, 1997  | herhaling van 4F06’s grap | 4F12 |
| 168 | 16 februari, 1997 | De huiskamer verschijnt in een scherm van "America Onlink", en een cursor klikt op "Load Family." De wachttijd loopt echter enorm op en de cursor klikt geërgerd op de exit knop.                                 | 4F11 |
| 169 | 23 februari, 1997 | herhaling van 4F01’s grap | 4F14 |
| 170 | 2 maart, 1997     | De bank bevindt zich op het dek van een schip dat zich op een ruwe zee bevindt. De bank beweegt heen en weer op het scherm, en wordt samen met de familie door een golf weggespoeld.                              | 4F13 |
| 171 | 16 maart, 1997    | herhaling van 4F03’s grap | 4F15 |
| 172 | 6 april, 1997     | herhaling van 4F05’s grap | 4F09 |
| 173 | 13 april, 1997    | herhaling van 4F10’s grap | 4F16 |
| 174 | 20 april, 1997    | herhaling van 4F08’s grap | 4F17 |
| 175 | 27 april, 1997    | herhaling van 4F07’s grap | 4F18 |
| 176 | 4 mei, 1997       | herhaling van 4F04’s grap | 4F19 |
| 177 | 11 mei, 1997      | geen grap (speciale opening) | 4F20 |
| 178 | 18 mei, 1997      | herhaling van 4F01’s grap | 4F21 |

## Seizoen 9
| Nr. | Uitzenddatum       | Grap | Code |
| --- | ------------------ | --- | ---- |
| 179 | 21 september, 1997 | De familie is gekleed als de Harlem Globetrotters, en tonen verschillende basketbaltrucs op de muziek van Sweet Georgia Brown | 4F22 |
| 180 | 28 september, 1997 | De familie is gekleed in ruimtepakken, en nadat ze zijn gaan zitten stijgt de bank op als een raket. | 4F23 |
| 181 | 19 oktober, 1997   | Homer komt alleen binnen. Zijn bovenlichaam maakt zich los van zijn benen en vestigt zich op de bank. Binnen in Homer blijkt Marge te zitten, wiens bovenlichaam ook loslaat en zich op de bank vestigt. In haar lichaam blijkt Bart te zitten enz. Dit alles is een parodie op een Matroesjka. | 3G02 |
| 182 | 26 oktober, 1997   | De bank veranderd in een elektrische stoel voor vijf personen, en zet de familie onder stroom (Halloween aflevering) | 5F02 |
| 183 | 2 november, 1997   | Het zitvlak van de bank is gevuld met water. De familie komt binnen rennen met brandende achterwerken, en gaan snel zitten om het vuur te doven. | 5F01 |
| 184 | 9 november, 1997   | Nadat de familie is gaan zitten, worden ze tot een pakketje geperst op de manier van een autosloperij. | 5F03 |
| 185 | 16 november, 1997  | Bart rent naar binnen en tekent met een spuitbus de familie op de bank. | 5F04 |
| 186 | 23 november, 1997  | De woonkamer is een sauna. Drie oude mannen zitten op de bank en gooien net wat water op de kolen als de familie binnenkomt. | 5F05 |
| 187 | 7 december, 1997   | De familie gaat zitten, waarna een hand het beeld ronddraait en er een spin art tekening ontstaat. | 5F06 |
| 188 | 21 december, 1997  | De familie gaat zitten, waarna het beeld uitzoomt en de woonkamer zich in een sneeuwbol blijkt te bevinden. Een hand schudt de bol, en het gaat sneeuwen in de woonkamer (kerstaflevering). | 5F07 |
| 189 | 4 januari, 1998    | De vloer is een tredmolen. De familie rent in de tredmolen en slaagt erin op de bank (die wel stil op zijn plek blijft) te springen. Alleen Homer mist de sprong en wordt rondgedraaid in de tredmolen.                                                                                         | 5F24 |
| 190 | 11 januari, 1998   | De familie wil gaan zitten, maar op het laatste moment trekt Nelson Muntz de bank onder hen weg. | 5F08 |
| 191 | 8 februari, 1998   | Bijna gelijk aan de grap in 9F09’s grap; Deze eindigt echter met dat Santa's Little Helper de kleine Homer in zijn bek meeneemt. | 5F23 |
| 192 | 15 februari, 1998  | De vloer is van water en in plaats van een bank bevinden zich grote bladeren van waterplanten in de kamer. De familie zijn allemaal kikkers (Maggie is een kikkervisje). Ze vestigen zich op de bladeren, en Homer zet met zijn tong de tv aan.                                                 | 5F11 |
| 193 | 22 februari, 1998  | herhaling van 5F01’s grap | 5F10 |
| 194 | 1 maart, 1998      | herhaling van 5F03’s grap | 5F12 |
| 195 | 8 maart, 1998      | Er groeit een plant in de kamer, waarin vruchten en groentes in de vorm van de Simpsons groeien. | 4F24 |
| 196 | 22 maart, 1998     | herhaling van 5F04’s grap | 5F13 |
| 197 | 29 maart, 1998     | Een parodie op de opening van Rocky & Bullwinkle, die eindigt op het moment dat de familie uit de grond tevoorschijn is gekomen in bloempotten. | 3G04 |
| 198 | 5 april, 1998      | herhaling van 5F05’s grap | 5F14 |
| 199 | 19 april, 1998     | herhaling van 5F06’s grap | 5F15 |
| 200 | 26 april, 1998     | De familie rent naar binnen, maar in plaats van de woonkamer belanden ze in een klaslokaal van de lagere school van Springfield waar Bart de tekst "I Will Not Mess With The Opening Credits" op het bord schrijft.                                                                             | 5F09 |
| 201 | 3 mei, 1998        | herhaling van 5F07’s grap | 5F16 |
| 202 | 10 mei, 1998       | herhaling van 5F08’s grap | 5F17 |
| 203 | 17 mei, 1998       | herhaling van 5F11’s grap | 5F18 |

## Seizoen 10
| Nr. | Uitzenddatum       | Grap | Code   |
| --- | ------------------ | --- | ------ |
| 204 | 23 augustus, 1998  | herhaling van 5F08’s grap | 5F20   |
| 205 | 20 september, 1998 | Verschillende personages zitten naast elkaar als in een bioscoop. De familie loopt voorzichtig langs en naar hun plaatsen, en Homer pakt wat popcorn van Comic Book Guy. | 5F21   |
| 206 | 27 september, 1998 | Twee brandweermannen houden de bank vast en gebruiken hem als vangnet om de familieleden op te vangen. Ze missen Homer, die door de vloer heen valt. | 5F22   |
| 207 | 25 oktober, 1998   | De familie haalt de bank niet. Bart valt door de openslaande portier van de auto van Homer, Lisa wordt het garagedak op geslingerd doordat ze over Bart heenrijdt, en Homer wordt overreden door Marge zodra ze de garage binnenkomt, omdat hij dit keer niet snel genoeg is. In de woonkamer zitten Freddy Krueger (uit A Nightmare on Elm Street) en Jason Voorhees (uit de Friday the 13th films) op de bank en vragen zich af waar de familie blijft. (Halloween aflevering) | AABF01 |
| 208 | 8 november, 1998   | Marge komt de kamer binnen met een wasmand. Boven de bank hangt een waslijn. Ze haalt de natte familieleden uit de wasmand, en hangt ze boven de bank aan de lijn. | 5F19   |
| 209 | 15 november, 1998  | Nadat de familie is gaan zitten klapt er een veiligheidsbalk dicht (zoals bij een achtbaankarretje) en schiet de bank de lucht in. | AABF02 |
| 210 | 22 november, 1998  | De familie gaat zitten waarna er haardrogers uit het plafond komen. Zodra de haardrogers weer verdwijnen, blijken de Simpsons van haarstijl te hebben gewisseld. Homer heeft Maggie’s haar, Marge dat van Bart, Bart dat van Lisa, Lisa dat van Homer en Maggie dat van Marge. | AABF03 |
| 211 | 6 december, 1998   | herhaling van 5F11’s grap | AABF04 |
| 212 | 20 december, 1998  | herhaling van 5F03’s grap | AABF05 |
| 213 | 10 januari, 1999   | herhaling van 5F06’s grap | AABF06 |
| 214 | 17 januari, 1999   | De familie draagt cowboyhoeden en gaat op de leuning van de bank zitten alsof ze op een paard rijden. Vervolgens valt de bank door een valluik in de vloer en komt hoog in de lucht terecht, waar de familie op de bank door de lucht rijdt. Dit is een parodie op Slim Pickens' personage die op een bom rijdt in "Dr. Strangelove." | AABF07 |
| 215 | 31 januari, 1999   | De bank drijft op het water met de familie erop. De bank raakt een ijsberg en zinkt . | AABF08 |
| 216 | 7 februari, 1999   | herhaling van 5F19’s grap | AABF09 |
| 217 | 14 februari, 1999  | herhaling van AABF03’s grap | AABF11 |
| 218 | 21 februari, 1999  | herhaling van AABF02’s grap | AABF10 |
| 219 | 28 februari, 1999  | herhaling van 5F22’s grap | AABF12 |
| 220 | 28 maart, 1999     | Een volwassen Bart en Lisa zitten op de bank met een jonge versie van Homer en Marge. | AABF13 |
| 221 | 4 april, 1999      | De familie glijdt uit over bananenschillen op de grond, maakt een salto door de lucht, maar land veilig op de bank. | AABF14 |
| 222 | 11 april, 1999     | herhaling van AABF07’s grap | AABF15 |
| 223 | 25 april, 1999     | herhaling van 5F21’s grap | AABF16 |
| 224 | 2 mei, 1999        | herhaling van 9F08’s grap | AABF17 |
| 225 | 9 mei, 1999        | herhaling van AABF08’s grap | AABF18 |
| 226 | 16 mei, 1999       | De familie wordt de bank ingezogen en komt er als versnipperd papier weer uit. | AABF20 |

## Seizoen 11
| Nr. | Uitzenddatum       | Grap | Code   |
| --- | ------------------ | --- | ------ |
| 227 | 26 september, 1999 | De Tracy Ullman versie van de familie Simpson zit op de bank. Wanneer de moderne familie binnenkomt en hen ziet, rennen ze gillend weg. | AABF23 |
| 228 | 3 oktober, 1999    | De familieleden zijn kleurloos. Een groep Aziatische tekenaars komt de woonkamer in en kleurt hen in. | AABF22 |
| 229 | 24 oktober, 1999   | De familie komt de woonkamer binnen en Marge ziet dat Matt Groenings handtekening op de bodem van het scherm staat. Ze wist hem uit, waarna Matt Groening zelf de kamer inkomt en de scène opnieuw tekent. | AABF21 |
| 230 | 31 oktober, 1999   | De familieleden zien eruit zoals ze in een paar oude Halloween-afleveringen eruitzagen. Homer is een duivel uit een doosje (uit 8F02), Bart is een gemuteerde vlieg (uit 5F02), Marge is een heks (uit 5F02), en Maggie is een alien (uit AABF01); Lisa is het slachtoffer van een bijl, maar deze vorm is niet gebaseerd op een aflevering. (Halloween aflevering) | BABF01 |
| 231 | 7 november, 1999   | De bank is opgezet als een luxe nachtclub (met een discobal boven de bank en een uitsmijter ervoor). Marge, Lisa, Bart, en Maggie mogen op de bank gaan zitten, maar Homer wordt de toegang geweigerd. | AABF19 |
| 232 | 14 november, 1999  | Een cementtruck stort cement op de bank dat zich verhard tot beelden van de familie. Homers beeld valt uit elkaar. | BABF02 |
| 233 | 21 november, 1999  | Bijna gelijk aan 9F01’s grap, maar nu bevindt zich aan de andere kant van de muur geen lege bank maar Vincent Price als een gestoorde geleerde die Ned Flanders aan de muur heeft geketend. | BABF03 |
| 234 | 28 november, 1999  | herhaling van AABF20’s grap | BABF05 |
| 235 | 19 december, 1999  | De familie glijd aan palen de woonkamer in en gaat zitten. Alleen Homer haalt het niet omdat hij vast komt te zitten in het gat in het plafond. | BABF07 |
| 236 | 9 januari, 2000    | Een crashtestdummy versie van de familie zit op de bank, die vervolgens naar voren schiet en tegen de tv op botst. | BABF04 |
| 237 | 16 januari, 2000   | Een psychiater zit naast de bank. De familie komt naar binnen gerend, waarna Homer op de bank gaat liggen en tegen de psychiater klaagt dat hij gek is. De andere familieleden staren hem droevig aan. | BABF06 |
| 238 | 23 januari, 2000   | herhaling van AABF13’s grap | BABF08 |
| 239 | 6 februari, 2000   | De familie springt de woonkamer in, allemaal gekleed in karate uniformen met een zwarte band. Ze hakken de bank in stukken met karatebewegingen. | BABF09 |
| 240 | 13 februari, 2000  | De familie rijdt in botsauto’s door de woonkamer, en zetten gezamenlijk Homers auto klem tegen de muur. | BABF10 |
| 241 | 20 februari, 2000  | De bank bevindt zich in een metrostation, en wordt door de familie gebruikt om op de metro te wachten. Ze stappen in de metro, en de lege bank blijft achter. | BABF11 |
| 242 | 27 februari, 2000  | herhaling van AABF21’s grap | BABF12 |
| 243 | 19 maart, 2000     | herhaling van AABF19’s grap | BABF13 |
| 244 | 9 april, 2000      | herhaling van AABF23’s grap | BABF14 |
| 245 | 30 april, 2000     | De familie rent op blote voeten over hete kolen naar de bank. | BABF16 |
| 246 | 7 mei, 2000        | De familie slingert aan lianen naar de bank net als Tarzan. Homer laat de liaan te laat los en slingert de kamer uit. | BABF15 |
| 247 | 14 mei, 2000       | herhaling van AABF22’s grap | BABF18 |
| 248 | 21 mei, 2000       | Nadat de familie is gaan zitten, gooit Bart een muntje in een gleuf die aan de bank vast zit en de bank begint te schudden. | BABF19 |

## Seizoen 12
| Nr. | Uitzenddatum      | Grap | Code   |
| --- | ----------------- | --- | ------ |
| 249 | 1 november, 2000  | geen grap (Halloween aflevering) | BABF21 |
| 250 | 5 november, 2000  | Bart arriveert eerst en plaatst een scheetkussen op Homers plek. De familie gaat zitten en het scheetkussen gaat af. Iedereen kijkt Homer aan die zich duidelijk schaamt, en Bart barst in lachen uit.                     | BABF20 |
| 251 | 12 november, 2000 | De familie rent de kamer in. Het beeld bevriest en de camera draait om hen heen in bullet-time (a la The Matrix). Dan gaat het beeld weer verder en gaan ze op de bank zitten.                                             | BABF17 |
| 252 | 19 november, 2000 | Maggie zit al op de bank. De andere familieleden komen binnen verkleed als de Teletubbies. | CABF01 |
| 253 | 26 november, 2000 | Er staat een vert ramp in de woonkamer. De familieleden komen op skateboards de woonkamer binnen, springen van de ramp en landen op de bank. Alleen Homer mist de sprong en valt op de grond.                              | CABF04 |
| 254 | 3 december, 2000  | De familie komt binnen en ziet tot hun verbazing dat Santa's Little Helper op zijn achterpoten danst. | CABF02 |
| 255 | 10 december, 2000 | De bank staat in een vissenkom. De familie zwemt naar de bank met duikpakken aan. | CABF03 |
| 256 | 17 december, 2000 | De familie is gekleed in American football uniformen, en spelen een wedstrijd voor de bank. | CABF06 |
| 257 | 7 januari, 2001   | De familie wordt via buizen op de bank geplaatst (gelijk aan de buizen uit de animatieserie Futurama). Uit een tube komt eerst Fry (een personage uit die serie), maar hij wordt teruggezogen waarna Bart op de bank land. | BABF22 |
| 258 | 14 januari, 2001  | herhaling van BABF03’s grap | CABF05 |
| 259 | 4 februari, 2001  | De bank ontbreekt en de Squeaky-Voiced Teen staat naast een "valet parking" bord. De familie wacht terwijl de bank op zijn plek wordt geduwd.                                                                              | CABF08 |
| 260 | 11 februari, 2001 | De familie, gekleed in winterkleding, komt op schaatsen de kamer binnen en gaat zitten. Homers deel van de bank breekt af en hij zakt door het ijs.                                                                        | CABF07 |
| 261 | 18 februari, 2001 | herhaling van BABF06’s grap | CABF10 |
| 262 | 25 februari, 2001 | De bank staat naast de muur van een gevangenis, waar zoeklichten heen en weer flitsen. De familie, in gevangenisuniformen, graaft zich een weg naar buiten en gaat op de bank zitten, waar de zoeklichten hen zien.        | CABF12 |
| 263 | 4 maart, 2001     | herhaling van BABF09’s grap | CABF09 |
| 264 | 11 maart, 2001    | herhaling van BABF10’s grap | CABF11 |
| 265 | 1 april, 2001     | herhaling van 9F08’s grap | CABF13 |
| 266 | 29 april, 2001    | herhaling van CABF04’s grap | CABF14 |
| 267 | 6 mei, 2001       | herhaling van BABF02’s grap | CABF15 |
| 268 | 13 mei, 2001      | herhaling van BABF04’s grap | CABF16 |
| 269 | 20 mei, 2001      | herhaling van BABF11’s grap | CABF17 |

## Seizoen 13
| Nr. | Uitzenddatum      | Grap | Code   |
| --- | ----------------- | --- | ------ |
| 270 | 6 november, 2001  | geen grap (Halloween aflevering) | CABF19 |
| 271 | 11 november, 2001 | De familie staat op een zeilboot. Ze springen in het water, waarna de boot waar ze op stonden de boot van het schilderij aan de muur achter de bank bleek te zijn. De familie zit inmiddels drijfnat op de bank. | CABF22 |
| 272 | 18 november, 2001 | herhaling van CABF06’s grap | CABF20 |
| 273 | 2 december, 2001  | herhaling van CABF12’s grap | CABF18 |
| 274 | 9 december, 2001  | herhaling van BABF17’s grap | CABF21 |
| 275 | 16 december, 2001 | Een enorme gokkast staat op de plek van de bank. De vijf wielen draaien rond en blijven steken op afbeeldingen van de vijf Simpsons.                                                                             | DABF02 |
| 276 | 6 januari, 2002   | Er staat een heg op de plaats van de bank. Een tuinman snoeit de heg en knipt daarbij de silhouetten van de Simpsons in de heg.                                                                                  | DABF01 |
| 277 | 20 januari, 2002  | De familie gaat zitten waarna een robot arm (zoals die in grijpautomaten te zien is) uit het plafond komt en Homer bij zijn hoofd pakt.                                                                          | DABF03 |
| 278 | 27 januari, 2002  | Homer, gekleed als Charlie Chaplins "The Tramp" personage, gaat als eerste op de bank zitten. De andere Simpsons volgen snel, eveneens gekleed als personages uit stomme films.                                  | DABF05 |
| 279 | 10 februari, 2002 | De familie arriveert in de woonkamer en zien hoe twee deurwaarders de bank meenemen. De kinderen vinden dit geen probleem en gaan op de vloer zitten om tv te kijken, maar Homer barst in huilen uit.            | DABF04 |
| 280 | 17 februari, 2002 | herhaling van 9F08’s grap | DABF06 |
| 281 | 24 februari, 2002 | De familie betrapt The Squeaky Voice Teen en een vrouw op de bank. | DABF07 |
| 282 | 10 maart, 2002    | De familie rent naar de bank, maar ontdekt dat de Blue Man Group een drumconcert aan het geven is in hun woonkamer. Homer mompelt "What the-?!"                                                                  | DABF09 |
| 283 | 17 maart, 2002    | Deze grap bestaat uit live-action beelden waarin een flipbookversie van een bankgrap is te zien. | DABF08 |
| 284 | 31 maart, 2002    | De familieleden zijn marionetten aan touwtjes. Ze slagen er niet in op de bank te gaan zitten en de poppenspeler, Matt Groening, geeft het maar op.                                                              | DABF10 |
| 285 | 7 april, 2002     | herhaling van DABF01’s grap | DABF11 |
| 286 | 21 april, 2002    | herhaling van DABF02’s grap | DABF12 |
| 287 | 28 april, 2002    | herhaling van DABF03’s grap | DABF13 |
| 288 | 5 mei, 2002       | herhaling van DABF04’s grap | DABF14 |
| 289 | 12 mei, 2002      | herhaling van DABF07’s grap | DABF15 |
| 290 | 19 mei, 2002      | herhaling van DABF05’s grap | DABF16 |
| 291 | 22 mei, 2002      | herhaling van DABF09’s grap | DABF17 |

## Seizoen 14
| Nr. | Uitzenddatum      | Grap | Code   |
| --- | ----------------- | --- | ------ |
| 292 | 3 november, 2002  | geen grap (Halloween aflevering) | DABF19 |
| 293 | 10 november, 2002 | Homer staat op waterskies met de andere familieleden op zijn schouders. Hij springt over een paar haaien heen. Zodra ze de bank passeren springen ze erop, maar Homer mist zijn benen.                                                 | DABF22 |
| 294 | 17 november, 2002 | Een parodie op de opening van Get Smart. Homer loopt door een aantal futuristische deuren en belandt bij een telefooncel. De bodem van de cel zakt de grond in, en Homer belandt in de woonkamer op de bank waar de anderen al zitten. | DABF20 |
| 295 | 24 november, 2002 | De bank wordt getekend op een "Etch A Sketch" en Homer schreeuwt "Whoo-hoo!" | DABF18 |
| 296 | 1 december, 2002  | Een parodie op het Macintosh tekenprogramma, Kid Pix. Een muiscursor sleept Homer op de bank, verandert de kleur van de muur, en vervangt het schilderij van de zeilboot door de Mona Lisa.                                            | DABF21 |
| 297 | 15 december, 2002 | Homer gebruikt de afstandsbediening van de tv om iedereen naar andere locaties te sturen zoals de prehistorie, de Romeinse tijd en ten slotte terug naar het heden.                                                                    | EABF01 |
| 298 | 5 januari, 2003   | Iedereen wordt geroosterd in een frituur, dan op de bank gezet en bestrooid met zout. | EABF02 |
| 299 | 12 januari, 2003  | Deze scène is in zwart wit. De familie is gekleed in kleding van begin 20e eeuw en bekijkt de tv vanaf een balk aan een hijskraan op een bouwplatform (in de stijl van Charles C. Ebbets' foto "Lunch atop a Skyscraper.")             | EABF03 |
| 300 | 2 februari, 2003  | In plaats van de bank staat er een kartonnen bord met een foto van de bank en gaten waar men zijn/haar hoofd door kan steken. De familieleden doen dit, en laten er een foto van maken.                                                | EABF04 |
| 301 | 9 februari, 2003  | Iedereen wordt van de bank afgepakt door een enorme baby alsof ze poppen zijn. | EABF06 |
| 302 | 16 februari, 2003 | Alles en iedereen is gemaakt van gemberkoek. Homer neemt een hap uit Barts hoofd. | EABF05 |
| 303 | 16 februari, 2003 | herhaling van DABF18’s grap | EABF07 |
| 304 | 2 maart, 2003     | herhaling van DABF10’s grap | EABF08 |
| 305 | 9 maart, 2003     | herhaling van EABF01’s grap | EABF09 |
| 306 | 16 maart, 2003    | herhaling van DABF08’s grap | EABF10 |
| 307 | 30 maart, 2003    | herhaling van DABF22’s grap | EABF11 |
| 308 | 13 april, 2003    | herhaling van EABF02’s grap | EABF12 |
| 309 | 27 april, 2003    | De familie zijn mimespelers, die gaan zitten op een niet bestaande bank. | EABF13 |
| 310 | 4 mei, 2003       | herhaling van EABF03’s grap | EABF14 |
| 311 | 11 mei, 2003      | herhaling van EABF04’s grap | EABF15 |
| 312 | 18 mei, 2003      | herhaling van EABF06’s grap | EABF16 |
| 313 | 18 mei, 2003      | herhaling van EABF05’s grap | EABF17 |

## Seizoen 15
| Nr. | Uitzenddatum      | Grap | Code   |
| --- | ----------------- | --- | ------ |
| 314 | 2 november, 2003  | geen grap (Halloween aflevering) | EABF21 |
| 315 | 9 november, 2003  | Alle familieleden worden razendsnel ouder en vergaan tot stof. | EABF18 |
| 316 | 16 november, 2003 | Een Polaroid foto komt uit de bank, en ontwikkelt zich tot een foto van de familie. | EABF20 |
| 317 | 23 november, 2003 | Er is een Play-Doh pers boven de bank, waar kleiversies van de familieleden uitkomen. | EABF22 |
| 318 | 30 november, 2003 | herhaling van DABF20’s grap | EABF19 |
| 319 | 7 december, 2003  | De familie glijdt langs palen naar beneden. Boven dragen ze nog hun normale kleren, maar bij aankomst op de bank dragen ze Batman kostuums. | FABF01 |
| 320 | 14 december, 2003 | De bank is een straatbank in Japan en de Simpsons zijn bekende anime personages: Homer is Ultraman, Marge is Jun ("Prinses" in de Nederlandse synchronisatie) van Strijd der planeten (Gatchaman), Lisa is Bunny Tsukino (Usagi Tsukino), de protagonist van Sailor Moon, Bart is Astroboy en Maggie is Pikachu van Pokémon.                  | FABF02 |
| 321 | 4 januari, 2004   | Er worden messen naar de bank gegooid terwijl iedereen op de bank zit. Homer probeert een schaal chips te pakken, en wordt daardoor bijna geraakt. | FABF03 |
| 322 | 11 januari, 2004  | De Simpsons worden als slagroom op een taart gespoten. | FABF04 |
| 323 | 25 januari, 2004  | In plaats van de bank staat er een groot stuk taart in de woonkamer, waar de Simpsons uit tevoorschijn komen. | FABF05 |
| 324 | 8 februari, 2004  | Er wordt een schaal in een magnetron geplaatst met daarop 5 vlekken. Deze vlekken zwellen op en vormen zich tot de Simpsons. | FABF06 |
| 325 | 15 februari, 2004 | Een vrouw strooit wat zaadjes in een pot die op de plek van de bank staat, en de Simpsons groeien eruit. | FABF07 |
| 326 | 22 februari, 2004 | Iedereen bevindt zich in een zak van de stomerij. | FABF09 |
| 327 | 14 maart, 2004    | Een parodie op Powers of Ten. De familie gaat zitten waarna het beeld steeds verder uitzoomt. Men ziet Springfield, de Aarde, het zonnestelsel, de Melkweg en een reeks sterrenstelsels. Deze sterrenstelsels blijken atomen te zijn. De atomen vormen zich tot DNA, dan lichaamscellen en ten slotte Homers hoofd. Dan zegt Homer: 'Creepy.' | FABF08 |
| 328 | 21 maart, 2004    | herhaling van EABF18’s grap | FABF10 |
| 329 | 28 maart, 2004    | herhaling van EABF20’s grap | FABF11 |
| 330 | 18 april, 2004    | herhaling van EABF22’s grap | FABF12 |
| 331 | 25 april, 2004    | herhaling van FABF04’s grap | FABF14 |
| 332 | 2 mei, 2004       | herhaling van FABF01’s grap | FABF15 |
| 333 | 9 mei, 2004       | herhaling van FABF03’s grap | FABF13 |
| 334 | 16 mei, 2004      | herhaling van FABF06’s grap | FABF17 |
| 335 | 23 mei, 2004      | herhaling van FABF02’s grap | FABF18 |

## Seizoen 16
| Nr. | Uitzenddatum      | Grap | Code   |
| --- | ----------------- | --- | ------ |
| 336 | 7 november, 2004  | geen grap (Halloween aflevering) | FABF23 |
| 337 | 14 november, 2004 | De bank bevindt zich op een katapult, en nadat de familie is gaan zitten worden ze gelanceerd. | FABF20 |
| 338 | 21 november, 2004 | De familie rent het huis in en de bank blijkt weg te zijn. Terwijl ze verbaasd staan te kijken, valt de bank bovenop hen. | FABF19 |
| 339 | 5 december, 2004  | Homer heeft het hoofd van Moe Szyslak, en de andere Simpsons lijken ook op Moe. | FABF22 |
| 340 | 12 december, 2004 | De bank blijkt onderdeel te zijn van de antenne van een vinarmige die de familie opeet. | FABF21 |
| 341 | 16 januari, 2005  | De familie gaat zitten en er gebeurt niets. Lisa richt zich naar de camera en vraagt de kijker of ze misschien een keer op de bank kunnen gaan zitten zonder dat er iets gebeurt. Meteen daarna wordt Homer geraakt door een speer. | FABF16 |
| 342 | 30 januari, 2005  | De familie kruipt naar de bank alsof ze in de woestijn zijn, en alles om hen heen is gemaakt van zand. Nadat ze gaan zitten, valt de bank uit elkaar tot een hoop zand.                                                             | GABF01 |
| 343 | 6 februari, 2005  | De familie klimt voor de bank op elkaar en vormt zo een menselijke totempaal. | GABF02 |
| 344 | 13 februari, 2005 | De familie is gekleed als schaakstukken. Homer is de koning, Marge de koningin, Bart een toren, Lisa een paard en Maggie een pion.                                                                                                  | GABF03 |
| 345 | 20 februari, 2005 | De familie is gekleed als hockeyspelers. Homer draagt de Stanley Cup met Maggie erin. | GABF04 |
| 346 | 6 maart, 2005     | herhaling van FABF08’s grap | GABF05 |
| 347 | 13 maart, 2005    | De kamer is donker op een paar ogen na. De familie komt binnen waarna het licht aangaat en een paar bijpersonages hard "SURPRISE!" roepen. Homer krijgt een hartaanval en valt neer.                                                | GABF06 |
| 348 | 20 maart, 2005    | De familie gaat zitten. Dan blijkt Homer in werkelijkheid Sideshow Bob met een masker op te zijn. Hij haalt een mes tevoorschijn en achtervolgt Bart.                                                                               | GABF07 |
| 349 | 3 april, 2005     | De familie gaat op de bank zitten. Dan wordt de bank aan het spit geregen, opent de vloer zich, en wordt de bank rondgedraaid boven een vuur.                                                                                       | GABF08 |
| 350 | 17 april, 2005    | De familieleden zijn Transformers. Homer is Optimus Prime, Marge is Skyfire, Lisa is Hound, Maggie is Bumblebee, en Bart lijkt Jazz te zijn                                                                                         | GABF12 |
| 351 | 1 mei, 2005       | De woonkamer is een legpuzzel die al bijna af is. De puzzelaar legt de laatste stukjes op zijn plek, maar vergist zich eerst even waardoor Homer Maggies hoofd krijgt en vice-versa.                                                | GABF10 |
| 352 | 1 mei, 2005       | herhaling van FABF20’s grap | GABF11 |
| 353 | 8 mei, 2005       | herhaling van DABF20’s grap | GABF13 |
| 354 | 8 mei, 2005       | herhaling van FABF22’s grap | GABF14 |
| 355 | 15 mei, 2005      | herhaling van FABF21’s grap | GABF15 |
| 356 | 15 mei, 2005      | De familie zweeft als ballonnen de woonkamer in, en Snowball II vernielt de Homer ballon. | GABF09 |

## Seizoen 17
| Nr. | Uitzenddatum       | Grap | Code   |
| --- | ------------------ | --- | ------ |
| 357 | 11 september, 2005 | De familie rent naar de bank door een metaaldetectorpoortje. Bij Homer gaat de detector af, en blijft afgaan ook nadat hij zich al tot op zijn onderbroek heeft uitgekleed. | GABF18 |
| 358 | 18 september, 2005 | Zes kleiballen rollen de bank op en vormen zich tot de familie en Gumby. | GABF16 |
| 359 | 25 september, 2005 | De familie gaat zitten waarna een TiVo stijl menu verschijnt dat de vraag stelt of de afbeelding gewist moet worden. De optie wissen wordt gekozen, en het scherm wordt blanco. | GABF19 |
| 360 | 6 november, 2005   | geen grap (Halloween aflevering) | GABF17 |
| 361 | 13 november, 2005  | De familie wil gaan zitten, maar de bank blijkt een monster te zijn dat hen wil opeten. Ze vluchten in paniek de straat op waar te zien is dat overal in Springfield banken en stoelen in monsters veranderen. Moe gebruikt een geweer om de banken en barkrukken in zijn café van zich af te houden. Homer vlucht een winkel in en denkt veilig te zijn, maar komt er dan achter dat het een bankenwinkel is. | GABF20 |
| 362 | 20 november, 2005  | De familie gaat op de bank zitten. Dan zoomt het beeld uit en blijken ze in een dierentuin op Kang & Kodos’ planeet te zitten. | GABF21 |
| 363 | 27 november, 2005  | De bank is nu een vogelnest. Zodra de familie gaat zitten, komt er een enorme vogel aanvliegen die Homer een worm voert. | GABF22 |
| 364 | 11 december, 2005  | De familie komt de woonkamer binnen als speelkaarten. Bart is de boer, Marge de koningin, Homer de koning, Lisa een Aas en Maggie de Joker. | HABF02 |
| 365 | 18 december, 2005  | Er verschijnt een krantenkop in beeld met een afbeelding van de Simpsons op de bank en de tekst COUCH GAG THRILLS NATION. | HABF01 |
| 366 | 8 januari, 2006    | De familie poseert op de bank voor een reeks familiefoto’s. Op de foto’s van 2006 en 2007 is de gehele familie te zien. Op die van 2008 ontbreekt Homer en is de rest van de familie in het zwart gekleed. Op de foto van 2009 heeft Lenny Leonard de plaats van Homer ingenomen. In 2010 is ook Marge weg en zit in haar plaats Carl Carlson op de bank. In 2011 zijn Lenny en Carl weg, is Marge weer terug en zit Jimbo Jones bij de familie op de bank. In 2012 wordt Jimbo vervangen door een robotversie van Homer. In 2013 zijn alle Simpsonleden robots. | HABF03 |
| 367 | 29 januari, 2006   | Een parodie op de opening van Bonanza. Er is een kaart van Springfield te zien die verbrandt en zo de familie al rijdend op paarden onthult. De bank komt niet voor in deze opening. | HABF04 |
| 368 | 26 februari, 2006  | herhaling van GABF16’s grap | HABF05 |
| 369 | 12 maart, 2006     | De bank staat op een lopende band, en Homer wordt er door een mechanische arm opgezet. | HABF06 |
| 370 | 19 maart, 2006     | De bank wordt omgeven door laserstralen. De familie manoeuvreert zich een weg door de lasers naar de bank. Zodra ze allemaal zitten, gaan de lasers uit en valt Homers hoofd van zijn lichaam. | HABF07 |
| 371 | 26 maart, 2006     | herhaling van GABF08’s grap. | HABF08 |
| 372 | 2 april, 2006      | herhaling van GABF19’s grap | HABF09 |
| 373 | 9 april, 2006      | herhaling van HABF02’s grap. | HABF10 |
| 374 | 23 april, 2006     | herhaling van GABF10’s grap. | HABF11 |
| 375 | 30 april, 2006     | herhaling van GABF06’s grap | HABF12 |
| 376 | 7 mei, 2006        | herhaling van GABF12’s grap | HABF13 |
| 377 | 14 mei, 2006       | herhaling van HABF03’s grap | HABF14 |
| 378 | 21 mei, 2006       | herhaling van GABF20’s grap | HABF16 |

## Seizoen 18
| Nr. | Uitzenddatum       | Grap | Code   |
| --- | ------------------ | --- | ------ |
| 379 | 10 september, 2006 | In plaats van een bank staan er vier houten stoelen in de woonkamer, waarmee de Simpsons stoelendans spelen. Homer verliest de ronde. | HABF15 |
| 380 | 17 september, 2006 | Iedereen behalve Homer zit op de bank. Dan komt opeens de enorme hand van King Homer (Homers parodie op King Kong uit Treehouse of Horror III) door het raam en grijpt Marge. King Homer neemt haar mee naar de top van het Empire State Building, waar hij aangevallen wordt door vliegtuigen. | HABF18 |
| 381 | 24 september, 2006 | Ralph loopt naar een snoepautomaat waarin snoepversies van de Simpson personages zitten. Hij kiest Homer en eet diens hoofd op. | HABF20 |
| 382 | 5 november, 2006   | geen grap (Halloween aflevering) | HABF17 |
| 383 | 12 november, 2006  | De familie gaat zitten, waarna ze een wasbeurt uit een autowasserij ondergaan. | HABF21 |
| 384 | 19 november, 2006  | Iedereen wordt de bank opgesleept. Daarna wordt de hele bank de prullenbak van een computer in gesleept en gewist. | HABF19 |
| 385 | 26 november, 2006  | Alle familieleden hebben het lichaam van een kakkerlak. Zodra het licht aangaat, vluchten ze weg. | HABF22 |
| 386 | 10 december, 2006  | Homer knipt een figuur van zichzelf uit papier, en vouwt het uit om de rest van de familie te tonen. | JABF02 |
| 387 | 17 december, 2006  | De familie zit op de bank. De camera zoomt uit en toont dat de bank zich in een kerstdecoratie bevindt die in een kerstboom hangt. | JABF01 |
| 388 | 7 januari, 2007    | De familieleden worden op de bank een voor een op een bulletinboard geprikt | JABF03 |
| 389 | 28 januari, 2007   | Alle familieleden zijn baby's zodra ze op de bank kruipen. Pas zodra ze op de bank zitten, verouderen ze tot hun normale leeftijd. | JABF05 |
| 390 | 11 februari, 2007  | De familieleden zijn papieren poppen gekleed in hun normale kleding. | JABF04 |
| 391 | 18 februari, 2007  | herhaling van HABF22’s grap | JABF07 |
| 392 | 4 maart, 2007      | herhaling van HABF20’s grap | JABF09 |
| 393 | 11 maart, 2007     | herhaling van HABF04’s grap | JABF08 |
| 394 | 25 maart, 2007     | Homer ondergaat de stappen van evolutie. Hij begint als een eencellige en ontwikkelt zich tot een weekdier, vis, klein landier, aap en ten slotte mens. Als mens doorloopt hij de prehistorie, middeleeuwen, het Victoriaanse Engeland en ten slotte het heden. In het heden arriveert hij bij de bank waar de andere familieleden al zitten. Terwijl Homer uitgeput gaat zitten vraagt Marge hem waar hij zo lang bleef. Dit is tot dusver de langste bankgrap. Nadat Homer net een mens is geworden komt hij een prehistorische versie van Moe tegen, die evolueert tot een dier. | JABF06 |
| 395 | 22 april, 2007     | herhaling van HABF01’s grap | JABF10 |
| 396 | 29 april, 2007     | herhaling van HABF15’s grap | JABF11 |
| 397 | 6 mei, 2007        | herhaling van HABF21’s grap | JABF13 |
| 398 | 13 mei, 2007       | De familie komt binnen en gaat op de bank zitten. Een tweede familie Simpson komt binnen en gaat ook op de bank zitten. Meer en meer families volgen tot het huis letterlijk uitpuilt van de Simpsons. | JABF12 |
| 399 | 20 mei, 2007       | geen grap (speciale opening/24-thema) | JABF14 |
| 400 | 20 mei, 2007       | Onder in beeld verschijnt de tekst "20 years ago...", en het korte filmpje "Family Portrait" uit de Tracey Ullman Show wordt getoond. | JABF15 |

## Seizoen 19
| Nr. | Uitzenddatum       | Grap | Code   |
| --- | ------------------ | --- | ------ |
| 401 | 23 september, 2007 | Het hele openingsfilmpje is aangepast om te zien hoe een verwoest springfield wordt herbouwd (als aansluiting op The Simpsons Movie). De familie gaat samen met Plopper, het varken uit de film, op de bank zitten terwijl de "Spider Pig" muziek klinkt. | JABF20 |
| 402 | 30 september, 2007 | herhaling van JABF06's grap (alleen dit keer vraag Marge aan Homer of hij de melk heeft meegenomen). | JABF18 |
| 403 | 7 oktober, 2007    | De woonkamer is gemaakt van legosteentjes en de Simpsons worden een voor een uit Lego opgebouwd. Homer lijkt eerst haar te krijgen (middels een grote zwarte steen) en roept "Woo-hoo!", maar dan wordt zijn haar weggehaald en roept hij "D'oh!" | JABF21 |
| 404 | 14 oktober, 2007   | De familie gaat zitten, maar Maggie ontbreekt. Vervolgens wordt Homer van de bank getild door een reusachtige Maggie. De camera zoomt uit en toont dat de bank en de familie zich een poppenhuis bevinden, waar Maggie mee speelt | JABF19 |
| 405 | 4 november, 2007   | geen grap (Halloween aflevering) | JABF16 |
| 406 | 11 november, 2007  | De familie staat op de cover van het tijdschrift Modern Couch Gags (moderne bankgrappen) | JABF22 |
| 407 | 18 november, 2007  | Een paar handen openen een boek getiteld The Simpsons. In het boek zit een pop-up van de familie op de bank. | JABF17 |
| 408 | 25 november, 2007  | Een goochelaar loopt de kamer in, en gebruikt zijn cape om de bank met de familie erop te laten verschijnen. | KABF01 |
| 409 | 17 december, 2007  | herhaling van GABF05's grap (maar nu zegt Homer op het eind "weird".) | KABF02 |
| 410 | 6 januari 2008     | Men ziet een middeleeuws wandtapijt in de stijl van het Tapijt van Bayeux. Hierop is te zien hoe de Flanders de bank van de Simpsons stelen. De Simpsons nemen de bank echter weer terug en doden de Flanders. | KABF03 |
| 411 | 27 januari 2008    | Familie zit op de bank, camera zoomt uit waardoor het een schilderij wordt (met de eronder "Ceci n'est pas une couch gag") in een museum, een eerbetoon aan 'La trahison des images' van de Belgische kunstschilder René Magritte. | KABF04 |
| 412 | 12 februari, 2008  | Er hangt een mobile boven de bank. De Simpsons rennen de kamer in, en gaan aan de Mobile hangen. Homer is echter te zwaar waardoor de Mobile uit evenwicht raakt. | KABF05 |
| 413 | 2 maart, 2008      | Twee handen voegen pegs toe aan een Lite-Brite plaatje van de familie op de bank. Het plaatje begint licht te geven, waardoor men Maggie op haar fopspeen ziet zuigen. KABF06 |        |
| 414 | 9 maart, 2008      | Er bevinden zich vijf stippen op de bank. Professor Frink komt de kamer binnen met een pipet, en druppelt water op de stippen. Zo groeien de stippen uit tot sponspoppen van de Simpsons. Homer’s pop is nog niet geheel volgroeid, dus haalt Frink een emmer vol water en gooit dit over hem heen. | KABF07 |
| 415 | 30 maart, 2008     | In een parodie op Chuck Jones' Roadrunnertekenfilms tekent Wile E. Coyote (getekend in Simpsons-stijl) de bank op de muur van de woonkamer. De Simpsons komen de kamer binnen, willen op de “bank” gaan zitten, maar botsen tegen de muur. Maggie komt binnen, gebruikt Roadrunners bekende "Meep, meep!" kreet, en rent weg. De rest van de familie scheurt zich los van de muur en gaan op de bank zitten, maar Homer valt erdoorheen en laat een gat in de muur achter. | KABF08 |
| 416 | 13 april, 2008     | Er speelt lichte fluitmuziek terwijl een schilderkwast Homer, Bart, Lisa, Marge en Maggie een voor een op de bank schildert. | KABF09 |
| 417 | 27 april, 2008     | herhaling van KABF03's grap | KABF10 |
| 418 | 4 mei, 2008        | herhaling van JABF17's grap | KABF11 |
| 419 | 11 mei, 2008       | herhaling van JABF06's grap | KABF12 |
| 420 | 18 mei, 2008       | herhaling van HABF19's grap | KABF13 |

## Seizoen 20
| Nr. | Uitzenddatum       | Grap | Code   |
| --- | ------------------ | --- | ------ |
| 421 | 28 september, 2008 | Nadat de familie is gaan zitten, worden ze plotseling in gevroren in carboniet. Boba Fett komt de kamer binnen, en neemt het carbonietblok mee. | KABF17 |
| 422 | 5 oktober 2008     | Wanneer de Simpsons hun huis binnen rennen, komen ze niet in de woonkamer terecht maar in een natuurpark. Voor hen zien ze een Mount Rushmore-achtig beeld van de bank met de familie erop. | KABF15 |
| 423 | 19 oktober 2008    | Nadat de familie is gaan zitten, wordt het huis verwoest door een tornado. De tornado zuigt de familie op, en dropt hen in de wereld van de Tovenaar van Oz. | KABF14 |
| 424 | 2 november 2008    | geen grap (Halloween aflevering) | KABF16 |
| 425 | 9 november 2008    | In plaats van een bank, staan er vijf koekoeksklokken in de kamer. Uit elk komt een koekoek met het hoofd van een van de familieleden. | KABF18 |
| 426 | 16 november 2008   | De Simpsons rennen gekleed in toga’s de stad Pompeï binnen en gaan daar op een bankje zitten. Dan barst de Vesuvius uit en bedekt de familie met as. | KABF19 |
| 427 | 30 november 2008   | Grotendeels gelijk aan de grap uit de aflevering "Trash of the Titans". Alleen staat het schoolbord nu in de woonkamer en schrijft Bart "I will not bring the chalkboard home" in plaats van "I will not mess with the opening credits". | KABF20 |
| 428 | 7 december 2008    | (herhaling van JABF01's grap) | KABF21 |
| 429 | 24 januari 2009    | De woonkamer zit in een plastic speelgoeddoos met als opschrift "The Simpsons Couch Gag #429". De Simpsons rennen naar de bank en gaan erop zitten, waarna een hand een prijssticker op de doos plakt. De hand blijkt van de Comic Book Guy te zijn. | KABF22 |
| 430 | 15 februari 2009   | De familie rent de kamer in, maar de bank is weg. Door het raam ziet Homer de bank wegsluipen, en de familie zet de achtervolging in. Ze volgen de bank door verschillende locaties rond de wereld, en vangen hem uiteindelijk in de ruimte. De familie keert met de bank terug naar de aarde en stort neer in hun woonkamer.                                             | LABF01 |
| 431 | 1 maart 2009       | De Simpsons reizen door een reeks scènes uit oude sitcoms: "The Honeymooners", "The Dick Van Dyke Show", "The Brady Bunch" en "Cheers". Daarna bereiken ze hun eigen show, en gaan opgelucht zitten. | LABF02 |
| 432 | 8 maart 2009       | De Simpsons komen binnen en ontdekken dat de bank vernield is. Er speelt een begrafenismuziek terwijl ze de bank begraven in de achtertuin. Vervolgens gaan ze naar een boerderij en zoeken een nieuwe bank uit. Deze moet eerst nog worden getemd en gooit Homer van zich af.                                                                                            | LABF03 |
| 433 | 15 maart 2009      | De bank is opgehangen als een pinata. Een geblinddoekte Ralph Wiggum slaat de bank kapot, waarna de Simpsons eruit vallen. | LABF04 |
| 434 | 22 maart 2009      | De Simpsons zijn honden die aan de riem worden meegevoerd door mannen in dure pakken als onderdeel van een wedstrijd. | LABF11 |
| 435 | 29 maart 2009      | De Simpsons zijn een viergangen diner in een luxe restaurant (Homer is een salade, Lisa een kom soep, Marge een bord spaghetti, Bart een steak en Maggie het pepermuntje dat bij de rekening wordt geserveerd). De Comic Book Guy eet deze gerechten, waarna hij zijn mond afveegt aan een servet. Hierdoor ontstaat een vlek die lijkt op de familie die op de bank zit. | LABF05 |
| 436 | 5 april 2009       | Het scherm is wit. Een getekende hand slaat telkens een bladzijde om waardoor men langzaam eerst Homer ziet verschijnen (eerst alleen de ogen, dan zijn skelet, dan zijn skelet met enkele organen, vervolgens geheel maar zonder kleding) en dan de rest van de familie (eerst zwevend in de lucht, vervolgens op de bank) ziet verschijnen.                             | LABF06 |
| 437 | 19 april 2009      | De woonkamer is bedekt met dikke jungleplanten. De Simpsons hakken zich een weg naar de bank met hakmessen. Daar aangekomen blijkt er al een aapversie van de familie op de bank te zitten. | LABF07 |
| 438 | 26 april 2009      | Er is een Olympisch bad die naar de bank leidt. De Simpsons staan klaar voor de start als het startschot klinkt. Als ze allemaal (behalve Homer) op de bank zitten, kijken ze om zich heen waar hij is. Hij ligt nog steeds in het zwembad te drijven. De flatscreen-TV op de muur valt op de grond.                                                                      | LABF08 |
| 439 | 3 mei 2009         | De woonkamer staat in het Colosseum. De Simpsons zijn gekleed in toga's rennend naar een lege plek om te gaan zitten. De geluiden van een gladiatorgevecht klinken buiten het scherm. Het publiek lacht als een hoofd in het publiek vliegt. Bart vangt hem. | LABF10 |
| 440 | 10 mei 2009        | Een grote steen is op de plek waar de bank hoort te staan. Een typisch Franse kunstenaar maakt een standbeeld in de vorm van de Simpsons die op de bank zitten. Dan doet de kunstenaar het standbeeld van de Simpsons in een standbeeld van een oorlogssoldaat op een paard. De flatscreen-TV op de muur valt op de grond.                                                | LABF09 |
| 441 | 17 mei 2009        | (herhaling van LABF02's grap) | LABF12 |

## Seizoen 21
| Nr. | Uitzenddatum      | Grap | Code   |
| --- | ----------------- | --- | ------ |
| 442 | 27 september 2009 | De Simpsons bevinden zich in een metrostation. Zodra de metro voor hen stopt en opent, blijkt de woonkamer zich in de metro te bevinden. De Simpsons gaan op de bank zitten en de metro vertrekt.                                                       | LABF13 |
| 443 | 4 oktober 2009    | De Simpsons houden een vuurgevecht rond de bank, met witte cowboyhoeden op hun hoofd. Maggie komt tevoorschijn van achter het schilderij boven de bank, en neemt iedereen onder vuur met een machinegeweer.                                             | LABF15 |
| 444 | 11 oktober 2009   | herhaling van LABF01's grap | LABF16 |
| 445 | 18 oktober 2009   | geen grap (Halloweenaflevering) | LABF14 |
| 446 | 15 november 2009  | De Simpsons zijn neanderthalers, die gaan zitten op een boomstam die dienst moet doen als de bank. De boomstam zinkt echter met hun er nog op weg in een asfaltmeer. Eeuwen later worden de skeletten van de vijf tentoongesteld in een museum.         | LABF17 |
| 447 | 22 november 2009  | De Simpsons, gekleed als zangers van kerstliederen, zingen een parodie op het laatste couplet van The Twelve Days of Christmas. | LABF18 |
| 448 | 29 november 2009  | De Simpsons en Marges zussen zitten rond de tafel voor een Thanksgiving-diner, maar staan snel op en gaan op televisie een voetbalwedstrijd kijken. | LABF19 |
| 449 | 13 december 2009  | De woonkamer is een discozaal waarin al het meubilair staat te dansen als de Simpsons binnenkomen. Als Homer "Hey!" roept, gaat alles weer terug naar normaal en zitten de Simpsons op de bank.                                                         | MABF01 |
| 450 | 3 januari 2010    | Homer staat op een platform, die hem als een bal een flipperkast inschiet waar ook de andere familieleden zijn. Dit spel draagt als "Couch Gag Chaos."                                                                                                  | MABF02 |
| 451 | 10 januari 2010   | De Simpsons zijn zaadcellen die naar een ei zwemmen. Zodra ze dit ei hebben bevrucht, veranderd het in een embryo dat sterk lijkt op Mr. Burns. | LABF20 |
| 452 | 31 januari 2010   | Homer rent als eerste naar de bank. Hij haalt vervolgens een myPhone tevoorschijn en kiest de optie “Couch Gag”. Daarmee downloead hij Bart, Lisa, Marge en Maggie naar de bank. Vervolgens belt Mr. Burns, waarop Homer de telefoon in paniek inslikt. | MABF03 |
| 453 | 14 februari 2010  | De familieleden staan afgebeeld op tarotkaarten die door een waarzegster aan Opa Simpson worden getoond. | MABF05 |
| 454 | 21 februari 2010  | De Simpsons zwemmen naar de overkant van een Olympisch zwembad. Homer haalt echter de overkant niet en blijft op het water drijven. | MABF06 |
| 455 | 14 maart 2010     | De bank is een piñata. Een geblindoekte Ralph Wiggum slaat hem kapot, waarna de familie eruit valt. | MABF04 |
| 456 | 21 maart 2010     | In plaats van de bank ziet men een lege tuin, waarin in een regenbui een enorme plant groeit. De Simpsons zijn insecten die de plant vervolgens verslinden.                                                                                             | MABF07 |
| 457 | 28 maart 2010     | De Simpsons worden als honden aan de riem naar de kamer gebracht, waar een hondenshow plaatsvindt. | MABF10 |
| 458 | 11 april 2010     | De bank staat in de voortuin. Nadat de familie is gaan zitten, valt de voorgevel van het huis omlaag, precies om de bank heen. Dit is gelijk aan een grap uit Steamboat Bill, Jr..                                                                      | MABF08 |
| 459 | 18 april 2010     | Elk van de Simpsons wordt vertegenwoordigd door een schaal voedsel, die allemaal worden opgegeten door Comic Book Guy. | MABF09 |
| 460 | 25 april 2010     | Men ziet een krant waarin staat hoe de familie Simpson de bank najaagt. | MABF14 |
| 461 | 2 mei 2010        | De cast doet een lip dub van Ke$ha’s TiK ToK. | MABF12 |
| 462 | 9 mei 2010        | De familie is een model gemaakt (en daarna opgeblazen) door Nelson Muntz. | MABF13 |
| 463 | 16 mei 2010       | Harold uit Harold and the Purple Crayon tekent de huiskamer, waarna de Simpsons binnenkomen. Homer wil dat Harold een biertje voor hem tekent. | MABF11 |
| 464 | 23 mei 2010       | Bart en Homer spelen een poppenkastversie van zichzelf. Ze krijgen ruzie en Homer wurgt Bart. | MABF15 |

## Seizoen 22
| Nr. | Uitzenddatum      | Grap | Code   |
| --- | ----------------- | --- | ------ |
| 465 | 26 september 2010 | Een banner verschijnt boven de bank om het 22ste seizoen van The Simpsons te vieren. Een bestuurslid van Fox benadert de familie met een koekje, neemt een hap en verdwijnt. De familie blijft teleurgesteld achter.            | MABF21 |
| 466 | 3 oktober 2010    | De familie vindt een dode man in de huiskamer en rent naar de politie op de bank. Ze worden snel gearresteerd, worden geïdentificeerd in de normale line-up en worden geëxecuteerd in de elektrische stoel.                     | MABF17 |
| 467 | 10 oktober 2010   | De familie zit al op de bank en de camera zoomt uit om te onthullen dat dit een foto is in een sweatshop waar arbeiders bezig zijn met het produceren van koopwaar en animatiecellen voor de show.                              | MABF18 |
| 468 | 7 november 2010   | Geen (Threehouse of Horror-aflevering) |        |
| 469 | 14 november 2010  | Nadat de Simpsons zijn gaan zitten, springt motorstuntman Lance Murdock op zijn motorfiets over hen heen en rijdt dwars door de deur naar buiten.                                                                               |        |
| 470 | 21 november 2010  | Een parodie op Avatar; de Simpsons gaan in een transporter en veranderen in leden van de Na'vi. Bart probeert als Na'vi een wilde, vliegende bank te temmen. Uiteindelijk gaat de familie voor de tv zitten, met 3D-brillen op. |        |
| 471 | 28 november 2010  | Professor Frink zit op de bank en beschiet de familie met een krimpstraal. De nu miniatuur Simpsons gebruiken een muizenval als alternatieve bank.                                                                              |        |
| 472 | 5 december 2010   | none (kerstaflevering) |        |
| 473 | 12 december 2010  | Men ziet een adventkalender met verschillende scenario’s uit Springfield. De afbeelding van 24 december toont De Simpsons op de bank, met Homer verkleed als de kerstman.                                                       |        |
| 474 | 9 januari 2011    | De bank blijkt te leven; hij wordt wakker, scheert zich, eet zijn ontbijt, neemt de metro naar het huis van de Simpsons, klokt in bij hun voortuin, en neemt zijn plaats in de woonkamer in.                                    |        |
| 475 | 16 januari 2011   | De Simpsons zijn allemaal bollen ijs in een groot hoorntje, dat door Santa’s Little Helper wordt opgegeten. |        |
| 476 | 23 januari 2011   | Herhaling van MABF14 |        |
| 477 | 13 februari 2011  | Homer bezeert zijn been terwijl hij naar de bank rent. Terwijl hij op een brancard wordt afgevoerd, geeft Mr. Burns Barney Gumble de opdracht om Homers plaats op de bank in te nemen.                                          |        |
| 478 | 20 februari 2011  | De Simpsons zijn hockeyspelers die naar de strafbank worden gestuurd omdat ze vechten tijdens de wedstrijd. |        |
| 479 | 6 maart 2011      | De Simpsons bevinden zich in een videospel en rennen naar de bank. |        |
| 480 | 13 maart 2011     | Een springveer werpt The Simpsons van de bank | NABF09 |
| 481 | 27 maart 2011     | De bankgrap is getekend in ASCII-art. Bart schrijft "Fatso" op Homers borst | NABF10 |
| 482 | 10 april 2011     | geen | NABF11 |
| 483 | 1 mei 2011        | De bank en The Simpsons staan afgebeeld op de cover van een videoband, die in een reeds gesloten videotheek ligt welke wordt gesloopt                                                                                           | NABF12 |
| 484 | 8 mei 2011        | De bank wordt tentoongesteld in het Smithstonian Museum. De Simpsons breken in bij dit museum om bij de bank te komen. | NABF13 |
| 485 | 15 mei 2011       | Alles en iedereen wordt in woorden weergegeven | NABF14 |
| 486 | 22 mei 2011       | geen grap | NABF15 |

## Bankgrappen binnen een aflevering
Soms bevindt zich ook een bankgrap in een aflevering zelf, meestal als parodie op de openingsscène.
| Uitzenddatum     | Grap | Code   |
| ---------------- | --- | ------ |
| 7 oktober 1993   | Tijdens de "Thompsons" introductie gaat de familie op de bank zitten, en wordt begraven onder een berg vis. | 9F22   |
| 21 december 1997 | Nadat iedereen in Springfield hun spullen afhandig heeft gemaakt, gaan de Simpsons hun lege huiskamer binnen en nemen plaats op de plek waar de bank hoorde te staan. | 5F07   |
| 21 mei 2000      | De familie heeft Westernkleding aan. Bart is bezig met de telefoon als in Teen Wolf 3. Lisa wil naar bed, maar ze vraagt of er kinderwetten zijn. Homer vraagt als Marge haar vertelt over de wetten, en Marge vraagt hem om in zijn hoed te poepen. Kang en Kodos verschijnen met nutteloze kaartjes en vragen of iemand ze vannacht nodig heeft. | BABF19 |
| 1 mei 2005       | Iedereen behalve Bart, die inmiddels zwaar overgewicht heeft, zit op de bank. Bart strompelt naar binnen, en krijgt een hartaanval voor hij kan gaan zitten. | GABF11 |
| 11 februari 2007 | De openingsscène start normaal, maar met andere muziek. Bart rijdt in Homers auto nadat hij "So long, suckers!" heeft geschreven op het schoolbord. Hij rijdt dan iedereen over die hij normaal tegenkomt op zijn skateboard in het normale openingsfilmpje. Hij crasht tegenop Homer op de weg.                                                   | JABF04 |

Homer Simpson · Marge Simpson · Bart Simpson · Lisa Simpson · Maggie Simpson · Abraham Simpson · Patty en Selma Bouvier · Jacqueline Bouvier · Mona Simpson · Santa's Little Helper · Snowball II · Familie Bouvier
Jasper Beardley · Comic Book Guy · Eddie en Lou · Maude Flanders · Ned Flanders · Professor Frink · Barney Gumble · Julius Hibbert · Lionel Hutz · Eerwaarde Lovejoy · Kapitein Horatio McCallister · Hans Moleman · Bleeding Gums Murphy · Apu Nahasapeemapetilon · Mayor Joe Quimby · Dr. Nick Riviera · Agnes Skinner · Cletus Spuckler · Squeaky Voiced Teen · Disco Stu · Moe Szyslak · Kirk Van Houten · Luann Van Houten · Chief Clancy Wiggum
Gary Chalmers · Rod en Todd Flanders · Jimbo Jones · Kearney · Edna Krabappel · Otto Mann · Nelson Muntz · Martin Prince · Seymour Skinner · Milhouse Van Houten · Ralph Wiggum · Groundskeeper Willie · andere studenten
Montgomery Burns · Carl Carlson · Lenny Leonard · Waylon Smithers
Itchy en Scratchy · Kent Brockman · Krusty de Clown · Troy McClure · Rainier Wolfcastle · Radioactive Man
Snake · Kang & Kodos · Sideshow Bob · Fat Tony
Treehouse of Horror
Bart vs. the World · Bart Simpson's Escape from Camp Deadly · The Simpsons Arcadespel · Bart vs. the Space Mutants · Bart's House of Weirdness ·Bart vs. The Juggernauts · Krusty's Fun House · Bartman Meets Radioactive Man · Bart's Nightmare · The Itchy and Scratchy Game · Virtual Bart · Bart and the Beanstalk · Itchy & Scratchy in Miniature Golf Madness · Cartoon Studio · Virtual Springfield · Night of the Living Treehouse of Horror · Bowling · Wrestling · Road Rage · Skateboarding · Hit & Run · The Simpsons Game · The Simpsons: Tapped Out
The Simpsons · The Simpsons Pinball Party
Strips: Simpsons Comics · Bart Simpson serie · Itchy & Scratchy Comics · Bart Simpson's Treehouse of Horror · Futurama/Simpsons Infinitely Secret Crossover Crisis
Tijdschrift: Simpsons Illustrated
Boeken: Bart Simpson's Guide to Life · Family Album · Library of Wisdom · Complete Guides · Planet Simpson · The Simpsons and Philosophy
Actiefiguurtjes: World of Springfield
The Simpsons Movie
Bankgrap ·
Canyonero · 
D'oh! · 
Duff Beer · 
Schoolbordgrap · 